# Japão nos Jogos Olímpicos de Inverno de 1932
O Japão competiu nos Jogos Olímpicos de Inverno de 1932, realizados em Lake Placid, Estados Unidos.